# Antonio Ghini

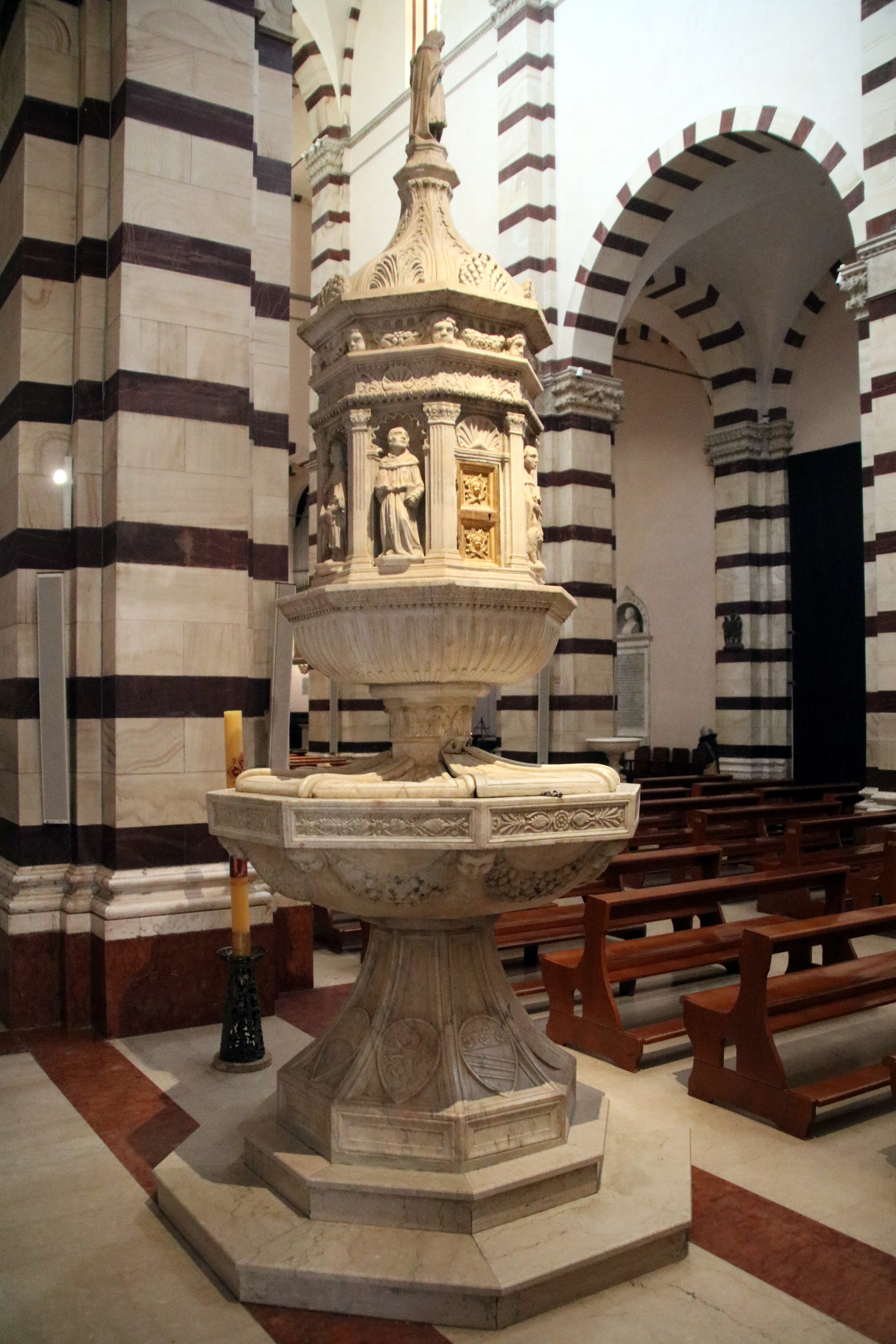
Antonio Ghini, fonte battesimale (1475), duomo di Grosseto

Antonio Ghini (... – Siena, prima del 1478) è stato uno scultore italiano.

## Biografia
Figlio di Paolo, ebbe probabilmente origini lucchesi, stando ad alcuni documenti dell'Opera del duomo che lo danno come garzone nel 1454 e come maestro nel 1463. Trasferita l'attività a Siena, eseguì nel 1465 i bassorilievi della fonte nella piazza di Asciano.
Nelle sue opere sono state riscontrate affinità con gli stili di Antonio Federighi e di Giovanni di Stefano, professionista quest'ultimo con il quale lavorò a stretto contatto dal 1470 al 1475. Realizzò a Grosseto i rilievi dell'altare della Madonna delle Grazie, costruito per ospitare la pala di Matteo di Giovanni, e il fonte battesimale nella cattedrale della città. Tra il 1475 e il 1477 eseguì nel duomo di Lucca il riquadro del Giudizio di Salomone.
Morì a Siena poco prima del 1478, anno in cui sua moglie Lorenza è citata nei documenti come vedova.